# Método de Bradley
O método Bradley de parto natural (também conhecido como "parto treinado pelo marido") é um método de parto natural desenvolvido em 1947 por Robert A. Bradley, M.D. (1917–1998) e popularizado por seu livro Parto treinado pelo marido, publicado pela primeira vez em 1965. O método Bradley enfatiza que o parto é um processo natural: as mães são incentivadas a confiar em seu corpo e focar na dieta e no exercício durante toda a gravidez; e ensina os casais a lidar com o trabalho de parto por meio da respiração profunda e do apoio de um parceiro ou treinador de parto.

## Princípios
Instrutores do método Bradley acreditam que — com preparação adequada, educação e a ajuda de um treinador amoroso e solidário — a maioria das mulheres pode dar à luz naturalmente, sem medicamentos ou cirurgia. O método Bradley enfatiza medidas que podem ser adotadas para ajudar a manter as mulheres saudáveis e reduzir o risco de complicações que podem levar a intervenções médicas.
O objetivo principal do método Bradley é mães saudáveis e bebês saudáveis. O método defende que, na maioria das circunstâncias, um parto natural (sem drogas) é a melhor maneira de alcançar esse objetivo. Defensores do método Bradley afirmam que 86% das mães que seguem o método têm partos vaginais sem drogas.
As aulas ensinam nutrição, relaxamento e respiração natural como técnicas de controle da dor, junto com a participação ativa do marido como treinador. Os futuros pais são instruídos a serem consumidores conscientes dos serviços de parto e a assumirem responsabilidade ao tomar decisões informadas sobre procedimentos, profissionais e o local do parto.
O método em si é uma aplicação do que o Dr. Bradley chamou de "as seis necessidades da mulher em trabalho de parto": relaxamento profundo e completo e respiração abdominal; silêncio, escuridão e solidão; conforto físico; e olhos fechados e aparência de sono. O método depende fortemente do treinamento dos pais para atuarem como "treinadores" ou parceiros no parto. Instrutores do método Bradley geralmente complementam essas técnicas principais com treinamento em diferentes posições de parto e medidas de conforto. Para dominar a capacidade de relaxar completamente como ferramenta de alívio da dor, os casais aprendem várias técnicas de relaxamento diferentes e são incentivados a praticar o relaxamento diariamente, para que a mãe possa confiar em uma resposta condicionada de relaxamento à voz e ao toque do parceiro.

## História
Robert Bradley entrou no campo da obstetrícia em 1947, numa época em que as mães eram contidas em leitos hospitalares e incapazes de se mover livremente durante o trabalho de parto devido à medicação que recebiam. Chamando essa prática de "obstetrícia nocauteia-e-arrasta", quando o "sono crepuscular" e a anestesia geral eram comuns nos partos hospitalares, Bradley decidiu desenvolver seu próprio método. Tendo sido criado em uma fazenda e presenciado muitos partos de animais como parte da vida no campo, Bradley acreditava que as mulheres, assim como os animais não humanos que observou ao crescer, poderiam dar à luz sem drogas ou sofrimento. Com base em observações de mamíferos durante o trabalho de parto e o nascimento, ele desenvolveu um método de parto para ensinar as mulheres a fazerem as coisas que as mães animais fazem instintivamente.
Logo após começar a implementar seu novo método de parto com enfermeiras grávidas como um teste, o Dr. Bradley passou a acreditar que a presença e o apoio do pai durante o trabalho de parto e o nascimento eram importantes para o sucesso da mãe em alcançar um parto natural. Ele se tornou um pioneiro em incluir os pais no processo de parto e eventualmente expandiu seu método para incluir instrução detalhada do pai como treinador de parto.
Instrutores do método Bradley são certificados pela American Academy of Husband-Coached Childbirth (AAHCC).